# Nat King Cole at the Piano
| Recensione | Giudizio |
| ---------- | -------- |
| AllMusic   |          |

King Cole at the Piano è un album (cofanetto contenente 3 dischi da 78 giri in gommalacca) del musicista statunitense Nat King Cole, pubblicato dalla casa discografica Capitol Records nel febbraio del 1949.

## Disco 1
Lato A (10189)
1. Cole Capers (Piano solista con accompagnamento ritmico) – 1:54 (musica: Nat "King" Cole)

Lato B (10189)
1. These Foolish Things (Remind Me of You) (Piano solista con accompagnamento ritmico) – 3:12 (testo: Holt Marvell (Eric Maschwitz) – musica: Jack Strachey, Harry Link)

## Disco 2
Lato A (10190)
1. Three Little Words (Piano solista con accompagnamento ritmico) – 2:37 (testo: Bert Kalmar – musica: Harry Ruby)

Lato B (10190)
1. I'll Never Be the Same (Piano solista con accompagnamento ritmico) – 2:48 (testo: Gus Kahn – musica: Matty Malneck, Frank Signorelli)

## Disco 3
Lato A (10191)
1. How High the Moon (Piano solista con accompagnamento ritmico) – 2:39 (testo: Nancy Hamilton – musica: Morgan Lewis)

Lato B (10191)
1. Blues in My Shower (Piano solista con accompagnamento ritmico) – 2:50 (musica: Nat "King" Cole)

## Tracce

### LP (Capitol Records, H-156)
Lato A
1. Poor Butterfly – 2:32 (testo: John Golden – musica: Raymond Hubbell)
2. Blues in My Shower – 2:50 (musica: Nat "King" Cole)
3. Cole Capers – 1:54 (musica: Nat "King" Cole)
4. These Foolish Things (Remind Me of You) – 3:12 (testo: Holt Marvell – musica: Jack Strachey, Harry Link)

Lato B
1. How High the Moon – 2:39 (testo: Nancy Hamilton – musica: Morgan Lewis)
2. Moonlight in Vermont – 3:10 (testo: John Blackburn – musica: Karl Suessdorf)
3. I'll Never Be the Same – 2:48 (testo: Gus Kahn – musica: Matty Malneck, Frank Signorelli)
4. Three Little Words – 2:37 (testo: Bert Kalmar – musica: Harry Ruby)

- Durata brani ricavati dalla compilation su CD del 1991 (18 CD) The Complete Capitol Recordings of The Nat King Cole Trio (Mosaic Records, 138)

## Musicisti
- Nat King Cole – voce, pianoforte
- Oscar Moore – chitarra
- Johnny Miller – contrabbasso